# 페팅 동물원

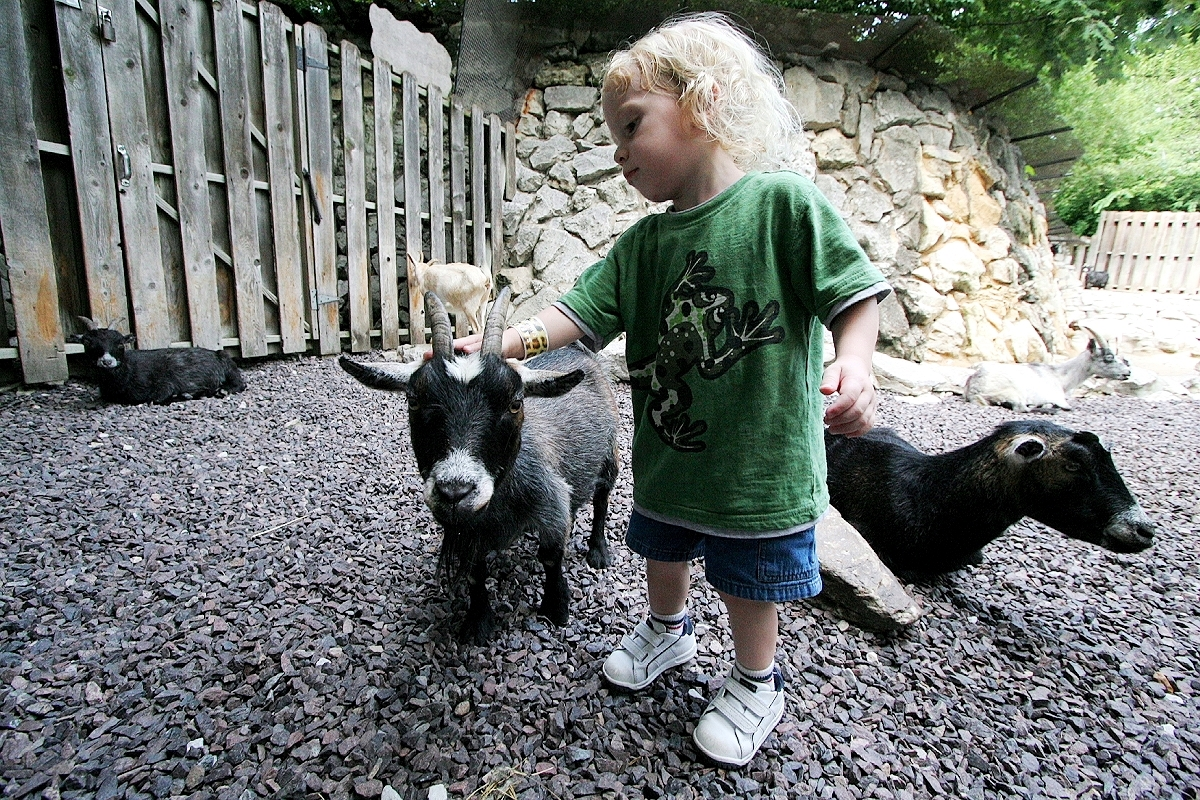
페팅 동물원

페팅 동물원(Petting zoo)는 직접 동물원안에 들어가 동물을 만질 수 있는 동물원이다.

## 같이 보기
- 고양이 카페